# Genotyp
Der Genotyp (von altgriechisch γένος génos „Gattung, Geschlecht“ und τύπος týpos „Gestalt, Abbild, Muster“) ist die Gesamtheit der Gene eines Organismus. Er repräsentiert dessen exakte genetische Ausstattung, die sämtliche in diesem Individuum vorhandenen Erbanlagen umfasst.

## Komponenten
Zum Genotyp zählen bei Eukaryoten sowohl die Gene in den Chromosomen der Zellkerne als auch extrachromosomale DNA wie die Gene der mitochondrialen DNA und bei Pflanzen zusätzlich die DNA der Chloroplasten. Bei den Prokaryoten liegen die Gene in einem Nukleoid oder Plasmid.
Der individuelle Genotyp bildet die genetische Grundlage für die Ausbildung der morphologischen und physiologischen Merkmale des Individuums durch Genexpression, die den Phänotyp bestimmen. Bei den diploiden Organismen, die durch sexuelle Fortpflanzung entstehen, gehören zum Genotyp aber auch Erbanlagen, die rezessiv sind und weniger bis keinen Einfluss auf den Phänotyp haben, wenn sie heterozygot vorliegen. Auch die auf Introns liegende Erbinformation gehört zum Genotyp, ohne dass sie sich auf den Phänotyp auswirken kann, denn nur die Erbinformation auf den Exons kann aktiviert werden und bei der Proteinbiosynthese abgelesen werden. Der Genotyp als Gesamtheit der genetischen Ausstattung ist auch insofern bedeutsam, als ein Gen allein nicht für die Ausbildung eines Merkmals sorgen kann, sondern das Zusammenwirken vieler Gene in einer zeitlichen Abfolge. Hierbei kann das Vorhandensein oder das Fehlen eines Allels jedoch durchaus eine entscheidende Rolle spielen, ob ein Merkmal ausgebildet werden kann oder nicht.

## Begriffsbildung und Verwendung
Die Begriffe Gen, Genotypus und Phaenotypus wurden 1903 von dem dänischen Genetiker Wilhelm L. Johannsen aufgestellt und 1909 geprägt. Er wird heute vor allem im Zusammenhang mit der Mendelschen Vererbungslehre verwendet sowie bei der Auswertung der Ergebnisse einer DNA-Analyse, hier allerdings – nicht ganz der ursprünglichen Definition entsprechend – unter Bezugnahme auf nur diejenigen Erbanlagen, die bei der Überprüfung von Interesse sind.
Zwei Organismen, deren Gene sich auch nur an einem Genlocus (= einer Position in ihrem Genom) unterscheiden, haben einen unterschiedlichen Genotyp. Der Begriff „Genotyp“ bezieht sich also auf die vollständige Kombination aller Allele / aller Loci eines Organismus. Unter Phänotyp versteht man die Summe aller beobachtbaren Merkmale des Organismus (z. B. Größe, Blütenfarbe, Schnabelform), die sich als Ergebnis der Interaktion des Genotyps mit der Umwelt entwickelt haben. Der Genotyp ändert sich zu Lebzeiten eines Organismus nicht, ausgenommen durch extreme Einflüsse wie z. B. mutagene Strahlung oder durch Temperaturschocks.
Auch Organismen identischen Genotyps unterscheiden sich gewöhnlich in ihrem Phänotyp. Verantwortlich dafür sind Umwelteinflüsse. Diese lösen unter anderem epigenetische Mechanismen aus, d. h. identische Gene können in verschiedenen Organismen verschieden exprimiert werden (siehe auch Modifikation).
Ein alltägliches Beispiel sind monozygotische (eineiige) Zwillinge. Eineiige Zwillinge haben den gleichen Genotyp, da sie das gleiche Genom in sich tragen. Doch können eineiige Zwillinge anhand ihrer Fingerabdrücke identifiziert werden, die niemals vollständig gleich sind. Im Laufe des Lebens können sie einen unterschiedlichen Phänotyp entwickeln.

## Historische Begriffe
Die genetische Information der gesamten Zelle wurde, zurückgehend auf ein Werk des Genetikers Hermann Werner Siemens von 1921 auch als Idiotyp oder Idiotypus (das „Erbbild“) bezeichnet (altgriechisch ἴδιος ídios „eigen, besonders“). Diesem wurde, als Gesamtheit der nicht erblichen Merkmale oder „die nichterbliche Beschaffenheit eines Lebewesens“, der Paratyp oder Paratypus gegenübergestellt. Der Genetiker Yoshitaka Imai führte im Zusammenhang mit Pflanzenzucht 1936 den Begriff Plasmotyp für Erbfaktoren außerhalb des Zellkerns ein (im „Protoplast“ nach damaligem Sprachgebrauch, für das der Botaniker Carl Wilhelm von Nägeli für die darin enthaltenen Erbfaktoren spezifisch den Ausdruck „Idioplasma“ prägte). Die Formel, dass Idiotyp und Plasmotyp zusammen den Genotyp bilden, war danach noch längere Zeit in Lehrbüchern zu finden. Der Ausdruck Idiotyp in diesem Zusammenhang ist heute nicht mehr gebräuchlich. Er wurde, in neuem Zusammenhang, neu eingeführt als Summe der Idiotope eines bestimmten Antikörpers.

## Phänotypische Plastizität
Das Konzept der phänotypischen Plastizität beschreibt das Maß, in dem der Phänotyp eines Organismus durch seinen Genotyp vorherbestimmt ist. Ein hoher Wert der Plastizität bedeutet: Umwelteinflüsse haben einen starken Einfluss auf den sich individuell entwickelnden Phänotyp. Bei geringer Plastizität kann der Phänotyp aus dem Genotyp zuverlässig vorhergesagt werden, unabhängig von besonderen Umweltverhältnissen während der Entwicklung. Hohe Plastizität lässt sich am Beispiel der Larven des Wassermolchs beobachten: Wenn diese Larven die Anwesenheit von Räubern wie Libellen wahrnehmen, vergrößern sich Kopf und Schwanz im Verhältnis zum Körper und die Haut wird dunkler pigmentiert. Larven mit diesen Merkmalen haben bessere Überlebenschancen gegenüber Räubern, wachsen aber langsamer als andere Phänotypen.